# Silviu Bindea
Silviu Bindea (ur. 24 października 1912 w Blaju, zm. 9 marca 1992 tamże) – rumuński piłkarz występujący na pozycji napastnika, reprezentant Rumunii w latach 1932–1942, trener piłkarski.

## Kariera zawodnicza
Reprezentant Rumunii na dwóch mundialach - w 1934 oraz w 1938. Dwukrotnie zdobył bramki na tych mistrzostwach w fazach grupowych. W roku 1933 wraz z reprezentacją sięgnął po Balkan Cup. W ciągu swojej 19-letniej kariery klubowej strzelił 88 bramek, występując w 148 spotkaniach.

## Kariera trenerska
W latach 1955 i 1960 trenował klub FC Știința Timișoara.

## Sukcesy
Rumunia
- Balkan Cup: 1933

Ripensia Timișoara
- mistrzostwo Rumunii: 1932/33, 1934/35, 1935/36, 1937/38
- Puchar Rumunii: 1933/34 i 1935/36